# 2007 en Alberta
Chronologie de l'Alberta
- 2003
- 2004
- 2005
- 2006
- 2007
- 2008
- 2009
- 2010
- 2011

Cette page concerne des événements qui se sont produits durant l'année 2007 dans la province canadienne de l'Alberta.

## Politique
- Premier ministre : Ed Stelmach du parti Progressiste-conservateur
- Chef de l'Opposition : Kevin Taft  (du 27 mars 2004 au 14 décembre 2008, Libéral)
- Lieutenant-gouverneur :  Norman Kwong
- Législature :

## Éléments de contexte
La population de la métropole de Calgary est de 1 019 942 habitants.

## Événements
- Mise en service de la  arriVa Tower 1 , tour de logements de 128 mètres de hauteur située à Calgary[2].
- 3 février : à la joute des Flames de Calgary, la jeune chanteuse Cri Akina Shirt est la première personne à chanter le "Ô Canada"  en langue amérindienne lors d'un événement sportif.

## Décès
- 6 mars : Allen Coage, né le 22 octobre 1943 à New York (États-Unis) et mort à Calgary), judoka et catcheur américain, connu sous les noms de scène Bad News Allen ou Bad News Brown.

- 30 octobre : Robert Goulet, acteur et chanteur.